# Кенфус
Кенфус (англ. Cenfus; умер в 674) — король Уэссекса в 674 году.

## Биография
Кенфус включается в список королей Уэссекса не всеми историками. В частности, о нём не упоминается в «Англосаксонской хронике». По всей видимости, после смерти Кенвала в Уэссексе началась десятилетняя междоусобица, когда королевством одновременно правили несколько человек. Беда Достопочтенный называл их «царьками». Кенфус мог быть одним из них. Некоторые генеалогии делают его потомком Кинрика в четвёртом поколении.